# Ève Chiapello
Ève Chiapello (* 2. April 1965) ist eine französische Wirtschaftswissenschaftlerin. 

## Leben
Chiapello hatte bis 2013 eine Professur für Betriebswirtschaft an der École des hautes études commerciales in Paris (HEC) inne. Zusammen mit Luc Boltanski veröffentlichte Ève Chiapello ihr bisher erfolgreichstes Buch Der neue Geist des Kapitalismus.
1987 beendete Chiapello ihr Studium mit dem Master in Management an der HEC. 1988 folgte ein Master in Management of Arts Organizations an der Universität Paris-Dauphine und 1991 ein Master in Social Sciences Research.
Sie stand auf der „liste du Président“, auf der die fünf besten Studierenden des Jahrgangs ausgezeichnet werden. Ihre Dissertation konnte sie 1994 an der Universität Paris-Dauphine absolvieren. 2000 folgte die Habilitation, ebenfalls an der Universität Paris-Dauphine.
In den Jahren 1989–1994 arbeitete Chiapello als wissenschaftliche Mitarbeiterin an der HEC, seit 1994 gehört sie der HEC als feste Mitarbeiterin an und hatte seit 2007 eine ordentliche Professur inne.
Seit 2013 ist sie Forschungsdirektorin an der Pariser École des Hautes Études en Sciences Sociales (EHESS).

## Preise und Auszeichnungen
- 2015: Anneliese Maier-Forschungspreis der Humboldt-Stiftung.

## Publikationen erschienen in deutscher Sprache
- Luc Boltanski, Ève Chiapello: Der neue Geist des Kapitalismus, Konstanz, 2003, ISBN 3-89669-555-X.

Artikel
- Die Kritik der Künstler am Management, in: Angewandte Sozialforschung, 2006, Nr. 1/2, S. 19–24.
- Luc Boltanski, Ève Chiapello: Die Rolle der Kritik in der Dynamik des Kapitalismus und der normative Wandel, in: Berliner Journal für Soziologie, Vol. 11, Nr. 4, 2001, S. 459–477.
- Luc Boltanski, Ève Chiapello: Befreiung vom Kapitalismus? Befreiung durch Kapitalismus?, in: Blätter für Deutsche und Internationale Politik, April 2000, S. 476–487.
- Evolution und Kooption, die „Künstlerkritik“ an Management und Kapitalismus, in: Angelika Stepken (Hg.), Kritische Gesellschaften, Verlag für Moderne Kunst Nürnberg, 2006, S. 28–39.